# Стих
Стихът (на гръцки: στίχος – стихос, в превод: „ред от текст“) най-често се определя, като отдѐлен (писмен) ред в текста на дадена поетическа творба. В широк смисъл (нетерминологично) под „стих“ се разбира също и стихотворение. За разлика от текстовете в проза, които имат само синтактическо деление, стихотворната реч допълнително се дели на стихове – обикновено къси речеви отрязъци, възприемани като съизмерими и съпоставими.
Според антрополозите обредната, магическа реч у нецивилизованите човешки племена има изключително стихотворна форма. Тя преобладава в народното творчество и епоса.
Стихотворението е текст, състоящ се от стихове. Към литературните жанрове, които традиционно имат стихотворна форма, се отнасят поемата, одата, епиграмата, баладата, елегията и други.
При силаботоническото стихосложение стиховете се римуват един с друг в определена последователност. Организираното съчетание на стихове, закономерно повтарящи се в стихотворението, се нарича строфа, станса или куплет.

## Видове стих

### Римуван стих
Римуваният стих е исторически най-често използваната форма стих в английската литература. Обикновено има забележима метрика и краестишна рима. В българската литература се появява в края на Възраждането.
    Жив е той, жив е! Там на Балкана,

    потънал в кърви лежи и пъшка

    юнак с дълбока на гърди рана,

    юнак във младост и в сила мъжка.

    На една страна захвърлил пушка,

    на друга сабля на две строшена;

    очи темнеят, глава се люшка,

    уста проклинат цяла вселена!

    ....

                                              —Христо Ботев (из Хаджи Димитър)

### Бял стих
Поетическите текстове без римуване се наричат „бял стих“. Те могат да бъдат изградени от правилни, метрични, но неримувани редове, но това не е задължително.
     За първото човешко непокорство и плода

     на запретеното дърво, със своя бренен вкус

     довел смъртта в света и цялата ни земна скръб

     със загубата на Едем, доде престолът светъл

     ни бе възвърнат от един друг, по-велик Човек...

    ....

                                              —Джон Милтън (из Изгубеният рай, превод на Александър Шурбанов, 1981)

### Свободен стих
Свободният стих обикновено се определя като стих без фиксирана метрика и без краестишна рима. Въпреки че свободният стих може да включва краестишна рима, това е рядко явление.
    Мили славею,

    ще затворя прозореца.

    Съмнителни са тези оди,

    с които ме преследваш всяка нощ.

    О, аз отдавна щях да ти повярвам,

    ако не беше толкова настойчив.

    Но днес в един-единствен трепет

    на най-любовната ти песен

    като светкавица ме хрясна

    несбъднатият ти копнеж

    за хищни нокти и железен клюн.

    Мили славею,

    ще затворя прозореца.

    Прекланям се пред песента ти -

    но се плаша,

    че в някоя безлунна нощ,

    когато изведнъж ти израстат

    орлови нокти и железен клюн,

    ще влезеш тихо в романтичната ми стая

    и ще изтръгнеш от гърдите ми

    размекнатото ми сърце.

                                              —Константин Павлов (Пак за славея)